# Борелли, Хорхе
Хорхе Орасио Борелли (2 ноября 1964 года, Буэнос-Айрес) — аргентинский футболист, защитник.
Прежде известный по выступлениям за клубы «Ривер Плейт» и «Расинг Авельянеда», а также за национальную сборную Аргентины.
Двукратный чемпион Аргентины, обладатель Кубка Либертадорес, обладатель Межконтинентального кубка. В составе сборной — обладатель Кубка конфедераций (1992) и Кубка Америки (1993).

## Клубная карьера
В профессиональном футболе дебютировал в 1980 году, выступая за команду «Платенсе Висенте-Лопес», в которой провёл четыре сезона, приняв участие в 58 матчах чемпионата.
Своей игрой за эту команду привлёк внимание представителей тренерского штаба клуба «Ривер Плейт», в состав которого присоединился в 1985 году. Играл за команду из Буэнос-Айреса следующие четыре сезона своей игровой карьеры. За это время завоевал титул чемпиона Аргентины, становился обладателем Кубка Либертадорес, обладателем Межконтинентального кубка.
В течение 1989—1991 годов защищал цвета мексиканского клуба «УАНЛ Тигрес».
В 1991 году заключил контракт с клубом «Расинг Авельянеда», в составе которого провёл следующие три года своей карьеры. Большинство времени, проведённого в составе «Расинга», был основным игроком защиты команды.
Завершил профессиональную игровую карьеру в клубе «Сан-Лоренсо де Альмагро», где выступал в течение 1995—1997 годов.

## Выступления за сборную
В 1992 году Борелли дебютировал в официальных матчах за национальную сборную Аргентины. На протяжении карьеры в национальной команде, которая длилась всего 3 года, провёл в форме главной команды страны лишь 5 матчей.
В составе сборной был участником чемпионата мира 1994 года в США; розыгрыша Кубка короля Фахда 1992 года в Саудовской Аравии, завоевав титул победителя турнира; а также розыгрыша Кубка Америки 1993 года в Эквадоре, завоевав титул континентального чемпиона.

## Личная жизнь
Когда Борелли играл в Мексике за «УАНЛ Тигрес», у него родился сын, Эдер. Спустя несколько месяцев родители вернулись в Аргентину, где и прошло детство Эдера. Несмотря на то, что он прожил в Аргентине 18 лет, он выразил желание выступать за национальную команду Мексики. На данный момент он играет в бывшем клубе отца, «УАНЛ Тигрес».